# دانشگاه آلمانی سوئیس
دانشگاه آلمانی سوئیس (به لاتین: Swiss German University) یک دانشگاه در اندونزی است که در جنوب تانگرنگ واقع شده‌است.